# Malaiseianus
 Malaiseianus  é um género de escaravelho aquático da família Dryopidae, que inclui a espécie Malaiseianus tuberculatus  . Em 1995 foi proposto por Jan Kodada e Ivan. Lobl que este género fosse considerado como sinónimo do género Sostea, Pascoe, 1860. <ref> GBIF.org<\ref>